# بخش کینگیسپسکی
بخش کینگیسپسکی (به لاتین: Kingiseppsky District) یک بخش در روسیه است که در استان لنینگراد واقع شده‌است.